# Domeyrat
Domeyrat là một xã thuộc tỉnh Haute-Loire nam trung bộ nước Pháp. Xã Domeyrat nằm ở khu vực có độ cao trung bình 499 mét trên mực nước biển.
Sông Senouire chảy theo hướng bắc tây bắc qua thị trấn.